# Bitva u Pelúsia (343 př. n. l.)
Bitva u Pelúsia byla vojenským střetnutím, v němž vojsko perského krále Artaxerxa III. porazilo roku 343 př. n. l. oddíly egyptského faraona Nachthareheba. Bitvou Peršané dobyli Egypt a ukončili poslední faraonskou dynastii pocházející z Egypta. Další vládci titulující se jako egyptští faraoni byli jiného původu – perského (31. dynastie), makedonského (Alexandr Veliký, „32. dynastie“), řeckého (Ptolemaiovci, „33. dynastie“) a později římského (římští císaři, „34. dynastie“) až do císaře Maximina Daii, jenž byl jako poslední označován za faraona.
Peršané už Egypt jednou dobyli, a to v bitvě u téhož města v roce 525 př. n. l. Později roku 404 př. n. l. byla perská nadvláda svržena zakladatelem 28. dynastie Amyrtaiem. Po něm se vystřídaly v Egyptě ještě 29. a 30. dynastie. Tehdejší perský šáhanšáh Artaxerxés II. se snažil vzápětí získat Egypt zpět. To se podařilo až jeho synu Artaxerxovi III. v této bitvě. Poražený faraon Nachthareheb uprchl do Núbie, kde pravděpodobně dožil.